# 柯蒂斯-萊特公司
寇帝斯-萊特公司（英語：Curtiss Wright）曾经是美国领先的飞机制造商，但后来转为飞机零件制造，目前寇帝斯-萊特公司主要制造致动器、節流閥等流控制装置，以及进行金属热处理。
寇帝斯-萊特公司于1929年由寇帝斯飞机与发动机公司和萊特航空合併而成，资本达到7千5百万美元，是当时美国最大的航空制造企业，也是当时美国第二大机器制造企业，在布法罗有两个飞机生产厂，还捐献了空洞实验室，最初捐给康奈尔大学，在此基础上建立了康奈尔大学航空机械工程系，后独立上市现在是卡尔斯班公司。
1937年寇帝斯-萊特公司推出了P-36战斗机，這種戰鬥機是第二次世界大戰初期最成功的戰鬥機之一。
寇帝斯-萊特公司最成功的战斗机是P-40，这种战斗机在第二次世界大战期间制造了将近14000架。在中国参加战斗的飞虎队也使用这种飞机。长期躲警报的中国百姓看到该队伍在空中神勇的与日军交战并佔据上风，极为振奋，但衡阳附近居民长期居住内陆，不识鲨为何物，见其血盆大口的涂装，把P-40命名为 "会飞的老虎"，P-40博得中文大名飞老虎之后，抗日援华美国志愿军飞行大队被称为美国飞虎队。
1942年9月11日，一架试飞的P-40高空失火，试飞员受伤跳伞逃生，失控的飞机坠入柯蒂斯-莱特公司工厂，14人牺牲，42人受伤，在布法罗国际机场长期停车场17-18排路边立有纪念牌。
寇帝斯-萊特公司制造的C-46型运输机是另外一种在第二此世界大战期间同中国密切相关的飞机，这种飞机被用在跨越喜馬拉雅山的駝峰航線中的物资运输。在第二次世界大战期间，寇帝斯-莱特公司制造了超过29000架飞机。
寇帝斯-萊特公司向喷气式飞机转型的失败导致了其最终关闭了飞机制造部门并将飞机制造部门的资产卖给了北美航空。
随后寇帝斯-萊特公司主要生产民用航空器使用的发动机和螺旋桨。在民用航空器普遍使用喷气式发动机后寇帝斯-莱特公司转向生产其他设备。
柯蒂斯-莱特公司布法罗一号厂现在是一所学校，学校校徽模仿了柯蒂斯-莱特公司标志的飞行的翅膀，二号厂现在是布法罗国际机场，长期停车场的17-18排路边是1942年坠机事故发生地，留有纪念牌。 在布法罗已经没有P-40的痕迹，但是在尼亚加拉国际机场有尼亚加拉飞机博物馆里面可以看到P-40的表姐妹型号P-39，俄罗斯尊称娜塔莎。

## 延伸阅读
- Bowers, Peter M. Curtiss Aircraft 1907–1947. London: Putnam & Company Ltd., 1979. ISBN 0-370-10029-8.
- Eltscher, Louis R. and Young, Edward M. Curtiss-Wright – Greatness and Decline. New York: Twayne Publishers, 1998. ISBN 0-8057-9829-3.
- Gunston, Bill. . Phoenix Mill, Gloucestershire, England, UK: Sutton Publishing Limited. 2006. ISBN 0-7509-4479-X.

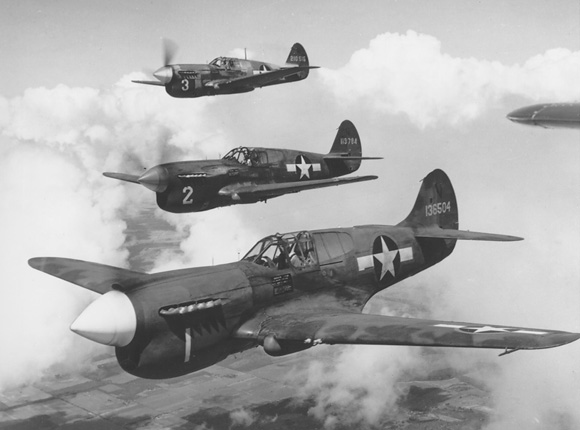
隸屬於美國陸軍航空軍的寇帝斯P-40型「戰鷹」（Warhawk）式戰鬥機，中文昵称飞老虎。

- House, Kirk W. Curtiss Wright. Charleston, SC: Arcadia Publishing, 2005. ISBN 0-7385-3870-1.